# Psoralea rydbergii
Psoralea rydbergii là một loài thực vật có hoa trong họ Đậu. Loài này được Cory miêu tả khoa học đầu tiên.